# Jacques Cheminade

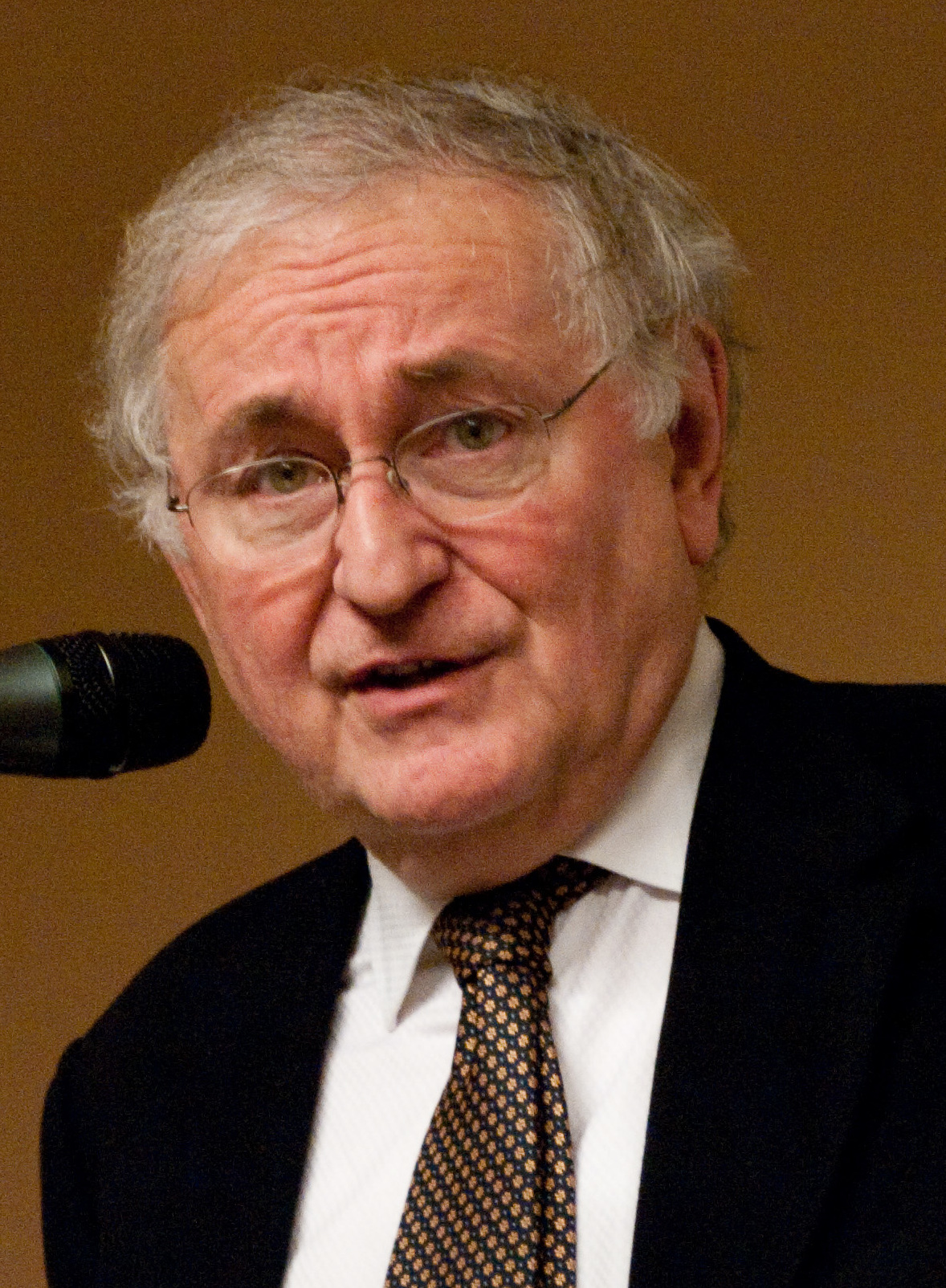
Jacques Cheminade, 2009

Jacques Cheminade (* 20. August 1941 in Buenos Aires) ist ein französisch-argentinischer Politiker der Partei Solidarité et progrès, die der Bewegung von Lyndon LaRouche nahe steht.

## Leben
Er studierte Wirtschaftswissenschaften an der École des hautes études commerciales de Paris und der École nationale d’administration. Er war Spitzenkandidat der Parti ouvrier Européen bei den Europawahlen 1984 und 1989.
Cheminade nahm an den französischen Präsidentschaftswahlen 1995, 2012  und 2017 teil, wo er mit 0,28 %, 0,25 % und 0,18 % Stimmanteil jeweils den letzten Platz belegte. Sein Wahlprogramm beinhaltete bei allen drei Wahlen Konjunkturprogramme mit staatlichen Großinvestitionen, die auch außergewöhnliche Pläne wie eine „globale Schwebebahn“ (Aérotrain global) und die Besiedlung von Mond und Mars umfassten. Im Präsidentschaftswahlkampf 2017 propagierte er zudem den Frexit, also den Austritt Frankreichs aus der Europäischen Union.